# روثينيا الكارباتية في الحرب العالمية الثانية
كانت روثينيا الكارباتية منطقة في أقصى شرق تشيكوسلوفاكيا (روثينيا السوبكارباتية، أو ترانسكارباتيا)، نالت استقلالها داخل البلد في سبتمبر 1938، وأَعلنت قيام «جمهورية أوكرانيا الكارباتية» في مارس 1939، قُبَيل أن تحتلها المجر وتضمها إليها. وفي 1944 غزاها الجيش الأحمر السوفييتي، وضمها في 1946 إلى جمهورية أوكرانيا الاشتراكية السوفيتية. بين 1939 و1944 مات نحو 80,000 أوكراني كارباتي.

## الاستقلال والضمّ المجري
في نوفمبر 1938 عقب «قرار فيينا الأول» الناجم عن معاهدة ميونيخ، حملت ألمانيا النازية وإيطاليا الفاشية «الجمهورية التشيكوسلوفاكية الثانية» على التخلي لمملكة المجر عن ثلث سلوفاكيا الجنوبي وروثينيا الكارباتية الجنوبية. بين 14 و15 مارس 1939 أعلنت جمهورية سلوفاكيا استقلالها، فاحتلت ألمانيا النازيةُ بوهيميا ومورافيا، مؤسِّسةً «محمية بوهيميا ومورافيا». في 15 مارس أعلنت أوكرانيا الكارباتية استقلالها وصَيْرورتها «جمهورية أوكرانيا الكارباتية»، يرأسها الأب أڤوستين ڤولوشين. فاحتلت المجرُ من فورها الجمهورية الجديدة وضمّتها. وفي 18 مارس توقفت مقاومة الغزو. في 23 مارس ضَمَّت المجر أجزاء أخرى من سلوفاكيا الشرقية غرب روثينيا الكارباتية. أعقب الغزوَ المجري أسابيع رعب، أُعدم فيها أكثر من 27,000 إنسان بلا محاكمة أو تحقيق. وقرر أكثر من 75,000 أوكراني اللجوء إلى الاتحاد السوڤييتي، مات منهم نحو 60,000 في معسكرات الغولاغ، وانضم غيرهم إلى الجيش التشيكوسلوفاكي. وقُسمت المنطقة التابعة لـ«محافظة سوبكارباتيا» إلى 3 أقسام: فرع أونغ الإداري (بالمجرية: Ungi közigazgatási kirendeltség) وبيريغ (Beregi közigazgatási kirendeltség) ومراماروس (Máramarosi közigazgatási kirendeltség)، لغتها الرئيسة: المجرية والروسينية.
من 1939 امتدت القوانين اليهودية المعتمَدة في المجر إلى المناطق التي ضُمت حينئذ (شاملةً بقية روثينيا الكارباتية). وفي صيف 1941 رحَّلت السلطات المجرية 18,000 يهودي من روثينيا الكارباتية إلى المنطقة الغاليسية من المناطق البولندية المحتلة. كان هذا تحت ذريعة طرد لاجئين غرباء، لكن أغلب المطرودين كانوا في الواقع من عائلات عاشت في المنطقة منذ 50–100 سنة، لكن أوراقهم القانونية كانت في مشكلة من جراء التغيرات الهائلة التي شهدها البلد، ولأن القوانين لم تسمح لهم بتأكيد جنسيتهم المجرية السابقة. فيما بعد سُلِّم معظم المرحَّلين إلى وحدات «أينزاتسغروبن» النازية في كامينيتس، وأُعدموا بالرشاشات على مدار 3 أيام في أغسطس 1941. وجَندت السلطات المجرية الرجال اليهود البالغين سن العمل في فِرق عمل عبودي مات منها كثير.
في عملية مارجريت مارس 1944، أطاحت القوات الألمانية بالحكومة المجرية وعينت دومي ستوياي رئيسًا للوزراء. وفي إبريل 1944 أُقيم في مدن روثينيا 17 مَعزلًا، وقُبض على 144,000 يهودي واحتُجزوا هنالك. ومن 15 مايو 1944 بدأ ترحيلهم منها تباعًا إلى معسكر أوشفيتز، وكانت آخر ترحيلة في 7 يونيو 1944. وقد قُضي على جميع يهود تلك المعازل تقريبًا، هم ويهود المجر. فقُتل نحو 90,000 يهودي من أكثر من 100,000 يهودي كانوا في روثينيا الكارباتية.

## الاحتلال السوفييتي
في أكتوبر 1944 استحوذ السوفيتيون على روثينيا الكارباتية. وأُرسل إلى هنالك وفد تشيكوسلوفاكي بقيادة فرانتيشك نيمتس. كان هدف الوفد تعبئة السكان المحليين المحرَّرين لتشكيل جيش تشيكوسلوفاكي، والتحضير للانتخابات بالتعاون مع اللجان الوطنية التي كانت أُسِّست حديثًا.
كان الولاء لتشيكوسلوفاكيا ضعيفًا في روثينيا الكارباتية. وفي إبريل 1944 أصدرت الحكومة التشيكوسلوفاكية المنفية -بقيادة إدوارد بينش- إعلانًا يَحظر المشاركة السياسية على من تَعاون مع العدو من المجريين والألمانيين والأتباع الروثينيين الروسوفيليين لأندريه برودي وفينشيك بارتي (اللذَين تعاونا مع المجريين). وكان هؤلاء يمثلون ثلث السكان، والشيوعيون الثلث الثاني، وأما الثالث فكان يُقدَّر أنه مائل إلى الجمهورية التشيكوسلوفاكية.

## جمهورية أوكرانيا الاشتراكية السوفيتية
عندما وصل الوفد التشيكوسلوفاكي إلى المنطقة، اتخذ مقرًّا في خوست، وفي 30 أكتوبر أصدر إعلان استنفار وتعبئة.